# Nu bubblar blodet så hett i mig
"Nu bubblar blodet så hett i mig" är en popsång av Anders Glenmark och Bo Maniette. Den utgör öppningsspåret på hans andra studioalbum Anders Glenmark (1975) och utgjorde även B-sida på singeln "Sextitalslivet/Nu bubblar blodet så hett i mig" (1975).
"Nu bubblar blodet så hett i mig" tog sig in på Svensktoppen 1975. Där stannade den elva veckor mellan den 14 september och 29 november och nådde som bäst en andraplats. Den tog sig också som första singel av Glenmark in på Svenska singellistan. Där stannade den sammanlagt fem veckor mellan den 14 november 1975 och 19 januari 1976 och nådde som bästa en femteplats.
Låten har senare spelats in av en rad andra artister. År 1976 tolkades den av Nils Dacke på albumet Nils Dacke spelar partyorgel vol. 4 och 1989 på Carina Jaarneks orkesters debutalbum Carina Jaarneks orkester. År 1990 spelades den in av Sannex på deras debutalbum Om du säger som det är och av Tommys på De tusen sjöars land. År 2012 spelades den in av Jenny Saléns på albumet Nu bubblar blodet.

## Låtlista
1. "Sextitalslivet" – 2:40 (Anders Glenmark, Bo Maniette)
2. "Nu bubblar blodet så hett i mig" – 2:48 (Glenmark)

## Listplaceringar
| Lista (1975–1976) | Topplacering |
| ----------------- | ------------ |
| Sverige           | 5            |